# Edward N. Coffman
Edward N. (Ed) Coffman (1942 – ngày 24 tháng 7 năm 2014) là một học giả kế toán người Mỹ và là Giáo sư kế toán tại Đại học Virginia Commonwealth. Coffman đặc biệt nổi tiếng với công trình nghiên cứu lịch sử kế toán: định nghĩa, mức độ liên quan và phương pháp luận của nó.

## Tiểu sử
Coffman chào đời và lớn lên ở West Point, Virginia, có cha làm việc tại nhà máy giấy địa phương. Sau khi tốt nghiệp trung học, Coffman cũng bắt đầu làm việc ở đó. Ông trở lại đại học năm 1962, vào Đại học Virginia Commonwealth, tốt nghiệp bằng Cử nhân năm 1965 và bằng Thạc sĩ năm 1967. Năm 1970, ông thi lấy bằng Tiến sĩ tại Đại học George Washington.
Coffman khởi đầu sự nghiệp học thuật tại Đại học Virginia Commonwealth từ năm 1966 đến năm 1968. Sau khi thi đậu bằng Tiến sĩ, ông bèn quay trở lại và giảng dạy kế toán tại Trường Kinh doanh VCU thuộc Đại học này, trong suốt 44 năm liền. Ông còn là giáo sư thỉnh giảng tại nhiều trường đại học, và Hiệp hội CPA Virginia đã trao cho ông Giải thưởng Nhà giáo dục Kế toán Xuất sắc.

## Ấn phẩm
- Daniel L. Jensen, Edward N. Coffman, Thomas Junior Burns. Advanced accounting and the rule-making agencies, 1980.
- Jensen, Daniel L., và Edward N. Coffman. Accounting for changing prices. Reston Publishing Co., 1984.
- Coffman, Edward N., Rasoul H. Tondkar, và Gary John Previts. Historical perspectives of selected financial accounting topics. Richard D. Irwin, Inc., 1993.

### Bài báo
- Burns, Thomas J.; Coffman, Edward N. (1976). "The Accounting Hall of Fame: A Profile of the Members". Journal of Accounting Research. Quyển 14 số 2. tr. 342–347. JSTOR 2490547.
- Previts, Gary John, Lee D. Parker, và Edward N. Coffman. "An accounting historiography: subject matter and methodology." Abacus 26.2 (1990): 136-158.
- Chase, Bruce W., và Edward N. Coffman. "Choice of accounting method by not-for-profit institutions accounting for investments by colleges and universities." Journal of Accounting and Economics 18.2 (1994): 233-243.
- Previts, Gary John, Lee D. Parker, và Edward N. Coffman. "Accounting history: definition and relevance." Abacus 26.1 (1990): 1-16.